# Аннино (Череповецкий район)
Аннино — село в Череповецком районе Вологодской области.
Входит в состав Воскресенского сельского поселения, с точки зрения административно-территориального деления — центр Аннинского сельсовета.
Расстояние до районного центра Череповца по автодороге — 73 км, до центра муниципального образования Воскресенского по прямой — 23 км. Ближайшие населённые пункты — Трофимово, Филиппово, Пахотино.
По переписи 2002 года население — 38 человек (22 мужчины, 16 женщин). Всё население — русские.